# Percy Maclure

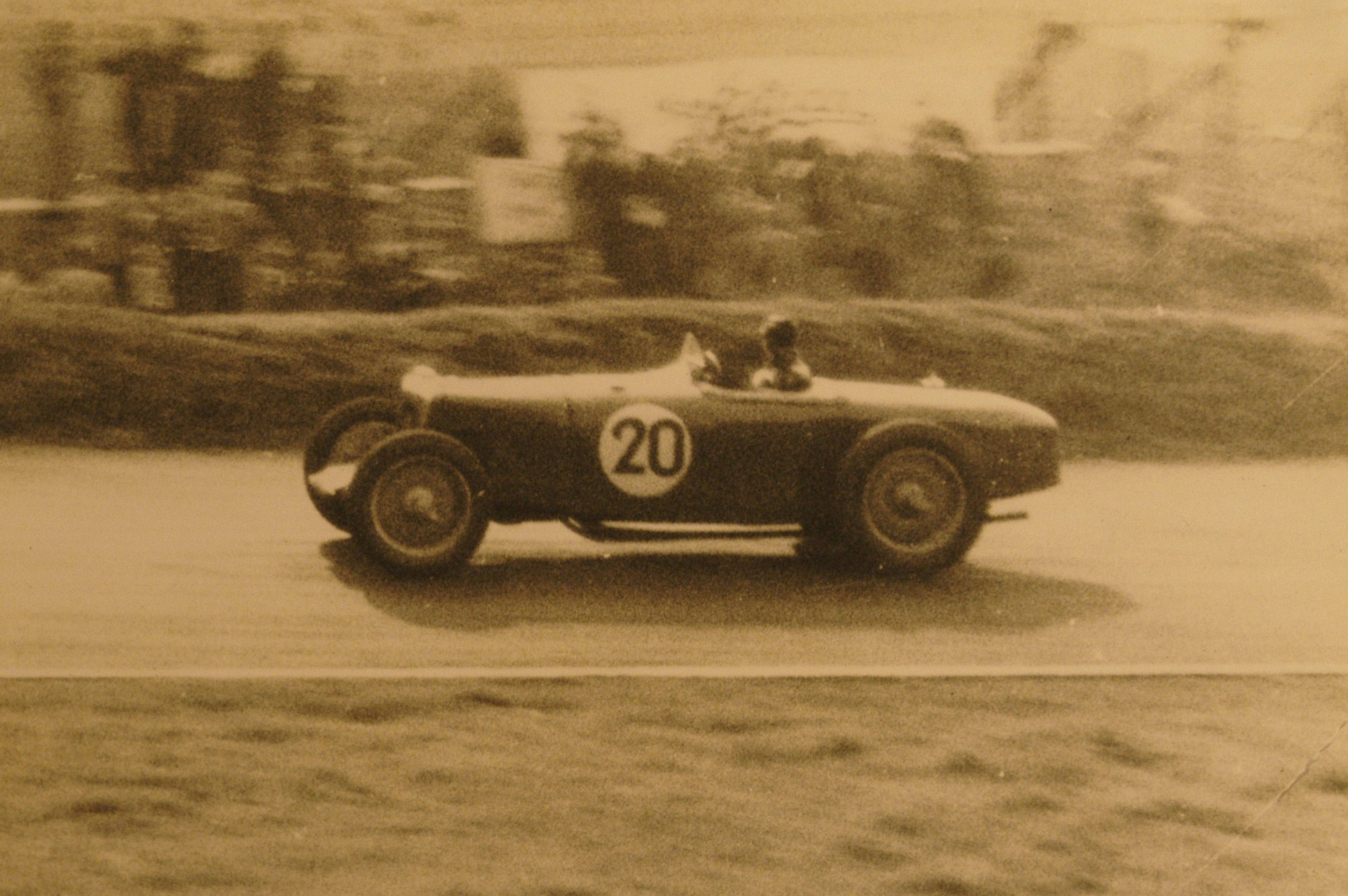
Percy Maclure im Riley, beim Großen-Preis von Donington 1937

Percival William „Percy“ Maclure (* 13. November 1907 in Skipton; † 15. Dezember 1944 in Hatton) war ein britischer Autorennfahrer.

## Karriere als Rennfahrer
Percy Maclure war in den 1920er- und 1930er-Jahren im Sportwagensport aktiv. Die Leidenschaft für den Motorsport hatte er von seinem Vater, der bei Riley in Coventry arbeitete und in seiner Freizeit Rennen bestritt. Auch Percy Maclure ging ausschließlich mit Rennwagen von Riley an den Start. Das Fahren ohne Kopfbedeckung war sein Markenzeichen.
Er war einige Mal bei der RAC Tourist Trophy gemeldet, wo er 1936 auf einem Riley TT Sprite den sechsten Gesamtrang erreichte. Seine beste Platzierung bei einem internationalen Rennen war der dritte Rang beim 500-km-Rennen von Brooklands 1937. Zweimal startete er beim 24-Stunden-Rennen von Le Mans. Beide Male war er der Teampartner von Sammy Newsome, mit dem er 1934 als Gesamtsechster ins Ziel kam.
Percy Maclure starb im Dezember 1944 an einer Tuberkulose-Infektion.

## Statistik

### Le-Mans-Ergebnisse
| Jahr | Team                     | Fahrzeug                  | Teamkollege   | Platzierung | Ausfallgrund |
| ---- | ------------------------ | ------------------------- | ------------- | ----------- | ------------ |
| 1934 | Riley Motor Company Ltd. | Riley Nine Ulster Imp     | Sammy Newsome | Rang 6      |              |
| 1935 | Riley Motor Company Ltd. | Riley Nine MPH Six Racing | Sammy Newsome | Ausfall     | Unfall       |